# Rubén Arias Mendoza
José Rubén Arias Mendoza ist ein ehemaliger paraguayischer Politiker.

## Leben
Rubén Arias Mendoza wurde nach der Vereidigung von Raúl Cubas Grau zum Präsidenten von Paraguay am 15. August 1999 von diesem als Innenminister in dessen Kabinett berufen, dem ferner Dido Florentín Bogado als Außenminister, José Segovia Boltes als Verteidigungsminister und Gerhard Doll als Finanzminister angehörten.
Am 23. März 1999 wurde der bisherige Vizepräsident Luis María Argaña ermordet, woraufhin Arias Mendoza als Innenminister zurücktrat und Staatspräsident Raúl Cubas dessen Bruder Carlos Cubas zum Innenminister ernannte. Am 28. März 1999 trat schließlich Präsident Raúl Cubas Grau zurück und wurde vom bisherigen Präsident des Senats, Luis Ángel González Macchi, abgelöst, der wiederum Walter Bower zum Innenminister berief. Später ernannte González Macchi Miguel Abdón Saguier zum Außenminister und Nelson Argaña, den Sohn des ermordeten Vizepräsidenten, zum neuen Verteidigungsminister.